# Dustin Johnson
Dustin Hunter Johnson (* 22. června 1984 Columbia, Jižní Karolína) je americký golfista. Používá hole značky TaylorMade.
Vystudoval Coastal Carolina University, v roce 2007 vyhrál turnaj Northeast Amateur a koncem téhož roku se stal profesionálem. Zpočátku bránily plnému uplatnění jeho talentu problémy s užíváním drog, v roce 2014 se podrobil odbornému léčení. Dokázal jedenáct let po sobě vyhrát alespoň jeden turnaj PGA Tour v roce, delší sérii mají pouze Jack Nicklaus (17 let) a Tiger Woods (14 let). Na turnajích kategorie major dosáhl dvou vítězství, poprvé v roce 2016 na U.S. Open a podruhé v roce 2020 na Masters Tournament, kde zahrál rekordní skóre 268 ran (20 pod par). Byl vyhlášen nejlepším hráčem PGA Tour za rok 2016. Od února 2017 figuroval na pozici světové jedničky Official World Golf Ranking 64 týdnů v řadě. Celkem strávil na pozici světové jedničky 130 týdnů mezi lety 2017 - 2020. V roce 2020 se stal vítězem FedEx Cupu.
V soutěžích družstev vyhrál Walker Cup 2007, Palmer Cup 2007, Ryder Cup 2016 a 2021 a Presidents Cup 2011, 2015 a 2017.
Jeho manželkou je modelka Paulina Gretzky, dcera hokejisty Wayne Gretzkého. Mají syna a dceru.